# Jean de Montluc de Balagny
Pour les autres membres de la famille, voir Famille de Montesquiou.
Jean de Monluc de Balagny (c. 1545 – 1603), seigneur de Balagny, prince de Cambrai, est un maréchal de France. 

## Biographie
Jean de Monluc de Balagny (c. 1545 – 1603), seigneur de Balagny, maréchal de France sous Henri IV, gouverneur de Cambrai, oncle au second degré d'Adrien de Monluc, baron de Montesquiou, comte de Foix-Carmain, comte de Caraman, gouverneur de Foix, neveu du maréchal Blaise de Monluc, est le fils légitimé (1567) de Jean de Lasseran de Massencome Monluc, évêque de Valence (1508-1579). 
Il accompagna son père en Pologne dans une mission dont celui-ci était chargé par le Roi, et qui avait pour objet d’assurer la couronne au duc d'Anjou, futur Henri III.
Après la mort de ce prince, il embrassa le parti de la Ligue et fut battu devant Senlis en 1589 et à Arques. L’année suivante, il aida à faire lever le siège de Paris, et celui de Rouen en 1592. Il se réconcilia peu après avec le roi par l’entremise de sa femme Renée de Clermont d’Amboise.
Il obtint d’Henri IV, le commandement du régiment qui portait son nom, le bâton de Maréchal de France en 1594, le gouvernement de Cambrai et le titre de prince de Cambrai. Mais les Cambrésiens, mécontents de leur gouverneur, se choisirent pour chef Antoine de Villers-au-Tertre, qui fit prendre les armes contre Balagny aux compagnies bourgeoises. Celles-ci le contraignirent à se réfugier dans la  citadelle, avant de livrer leur ville aux Espagnols. Sa femme révéla un courage héroïque[réf. nécessaire]. Il dut se rendre, sans gloire, le 9 octobre 1595. Après la mort de sa femme, il se remaria avec Diane d’Estrées qui, selon Brantôme, le trompa souvent.

## Généalogie
Le 6 janvier 1595 il épouse Renée de Clermont-Gallerande de Chaumont d'Amboise, fille de Jacques de Clermont-d'Amboise et de Catherine de Beauvau de Moignéville, avec laquelle il aura 5 enfants :
1. Damien de Monluc de Balagny (1587-1612), mestre de camp du régiment de Balagny qui meurt en duel
2. Marie Catherine de Monluc (1589 ou 1590-1666)
3. Marguerite de Monluc, qui épousera René aux-Épaules
4. Marie de Monluc, qui épousera Charles de Rambures (1572-1633)
5. Jeanne de Monluc, qui épousera son cousin germain Charles de Clermont-Gallerande de Bussy-d'Amboise († en duel vers 1621 ; d'où un fils, Henri de Clermont de Bussy, † vers 1627 en duel[3]), puis en 1627 Henri II de Mesmes, marquis de Moignéville par sa femme

Après la mort de Renée de Clermont d'Amboise, en 1595, il épousa le 17 février 1599 Diane d’Estrées, sœur de Gabrielle.

## Armoiries
| Figure | Blasonnement |
|        | famille de Montluc Ecartelé : 1 et 4, d'azur, au loup ravissant d'or (armes de la ville de Sienne); 2 et 3, d'or, au tourteau de gueules (qui est de Monluc). |